# Sabina Szatkowska
Sabina Szatkowska-Rostkowska (ur. 1 grudnia 1904 w Warszawie, zm. 2 kwietnia 2007 w Konstancinie-Jeziornie) – polska tancerka, pedagog i choreograf, primabalerina Opery Warszawskiej i Opery Śląskiej.

## Życiorys
Córka Adolfa Szatkowskiego i Emilii z Dyszczyków. Po ukończeniu szkoły baletowej i ogólnokształcącej przy Teatrze Wielkim w Warszawie (1924) zadebiutowała na deskach tej sceny. Szybko zaczęła tańczyć partie solowe i wkrótce została primabaleriną tego teatru. Zachowała to stanowisko do wybuchu II wojny światowej. Z zespołem baletowym Teatru Wielkiego występowała gościnnie w Operze Paryskiej i w Operze Bukareszteńskiej.
Okupację niemiecką przeżyła w Warszawie. Tańczyła w zespole baletowym w Teatrze Polskim, który wystawiał operetki dla polskiej publiczności jako Teatr Miasta Warszawy. Po powstaniu warszawskim została wywieziona na roboty do Niemiec.
Po zakończonej wojnie, w 1945 roku powróciła do Warszawy, została primabaleriną Sceny Muzyczno-Operowej w Miejskich Teatrach Dramatycznych, a przez sezon 1946/47 była primabaleriną Opery Śląskiej. Od 1948 roku była solistką Opery Warszawskiej. W 1955 roku, po zakończeniu kariery tancerki, była pedagogiem baletu. Po przejściu na emeryturę w 1965 roku zajęła się choreografią, współpracując z wieloma warszawskimi teatrami. W ostatnim okresie życia przebywała w Domu Aktora w Skolimowie.
Do jej najważniejszych ról należały: przed wojną – Bachantka w Kleopatrze, Amazonka w Święcie Ognia, Żona Putyfara w Legendzie o Józefie, Dziewczyna w Weselu na wsi, a po wojnie – Cyganka w Coppélii, Pani Capuletti w Romeo i Julii, Księżna w Jeziorze łabędzim.
Związek Artystów Scen Polskich uhonorował ją tytułem Członka Zasłużonego.
Pochowana na cmentarzu Powązkowskim w Waraszawie (kwatera 101-2-24).

## Ordery i odznaczenia
- Krzyż Kawalerski Orderu Odrodzenia Polski (18 kwietnia 1956)[3]
- Złoty Krzyż Zasługi (11 lipca 1955)[4]
- Medal 10-lecia Polski Ludowej (19 stycznia 1955)[5]